# Mallinella pulchra
Mallinella pulchra là một loài nhện trong họ Zodariidae.
Loài này thuộc chi Mallinella. Mallinella pulchra được Robert Bosmans & Hillyard miêu tả năm 1990.